# Francisco Viriato da Rocha
Francisco Viriato da Rocha (Santa Teresa do Bonito, distrito de Peçanha, 1919 — Peçanha, 1973) foi um político brasileiro.
Fazendeiro e proeminente figura política do Vale do Rio Doce, em Minas Gerais, Viriato exerceu diversos mandatos na política mineira, pelo Partido Republicano (PR) e pelo Partido Social Democrático (PSD), entre as décadas de 1950 e 1960.
Em Peçanha, atuou intensamente na vida social, econômica e política local, tendo cumprido ainda destacado papel no processo de emancipação do então distrito de São Pedro do Suaçuí, município do qual viria a ser eleito o primeiro prefeito, cujo mandato exerceu entre 1963 e 1967.
Faleceu nos idos de 1973, deixando a esposa, Ratticliff Braga da Rocha, e 11 filhos.